# Max De Aloe

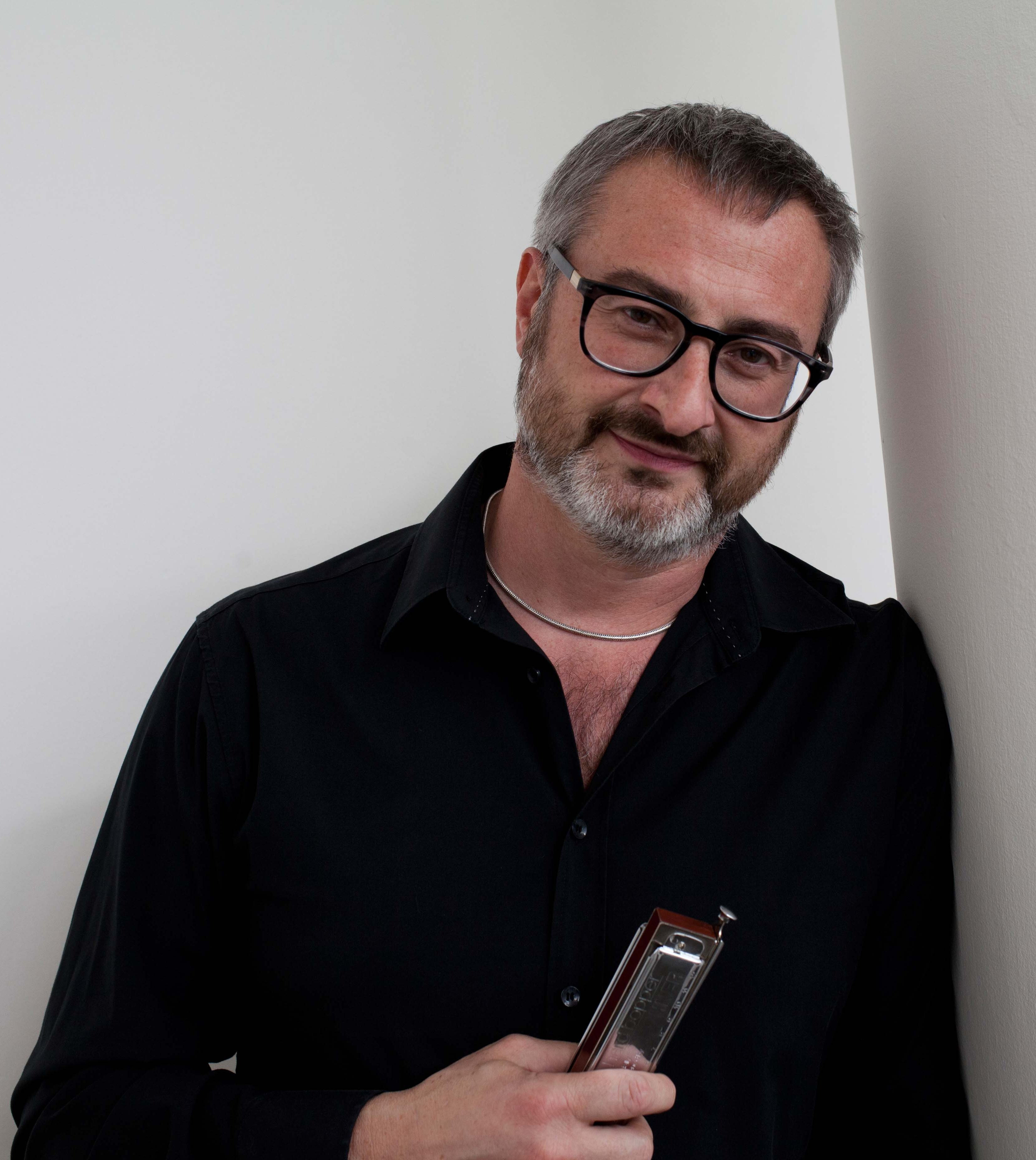
Max De Aloe (2014)

Max De Aloe (* 18. März 1968 in Busto Arsizio) ist ein italienischer Jazzmusiker (Mundharmonika, Komposition).

## Leben und Wirken
De Aloe begann 1981 begann mit dem klassischen Klavierspiel. Er wechselte dann zur chromatischen Mundharmonika, die sein Hauptinstrument wurde, und war Schüler des klassischen Mundharmonikasolisten Willi Burger. 1993 schloss er sein Studium der Soziologie an der Universität Mailand mit einer Arbeit zum Thema „Popmusik als Konsum- und Konsumgüteraggregation bei Jugendlichen“ ab. Mehr als zehn Jahre lang war er als freiberuflicher Musikkritiker tätig und schrieb Artikel über die Beziehung zwischen Musik und der jungen Generation.
De Aloe hat mit Musikern wie Adam Nussbaum, Kurt Rosenwinkel, Paul Wertico, John Helliwell, Bill Carrothers, Eliot Zigmund, Don Friedman, Hendrik Meurkens, Paolo Fresu, Garrison Fewell, Enrico Rava, Franco Cerri, Enrico Pieranunzi, Dado Moroni, oder Attilio Zanchi zusammengearbeitet. Er hat sein Spiel auf Festivals und bei Konzerten in Europa, Südafrika, Brasilien und China präsentiert. Bisher (Mai 2022) veröffentlichte er 18 Alben als Leader und war an mehr als vierzig als Sideman beteiligt. Zudem komponierte er Musiken für Theateraufführungen und Dokumentarfilme.
De Aloe war Lehrer an der Accademia d'Arti e Mestieri dello spettacolo am Mailänder Teatro alla Scala. Seit 1995 leitet er mit dem Centro Espressione Musicale seine eigene Musikschule in Gallarate. 2012 veröffentlichte er seine Method for Chromatic Harmonica bei Sher Music.

## Preise und Auszeichnungen
In den letzten Jahren wurde De Aloe mehrfach mit dem Jazz It Award der Zeitschrift Jazzit als bester italienischer Musiker in der Kategorie der verschiedenen Instrumente ausgezeichnet. Außerdem gewann er mit seinem Album Borderline den Orpheus Award 2015 in der Sparte Jazz.

## Diskographische Hinweise
- 1999: La danza di Matisse (Splasc(h))
- 2000: Max De Aloe, Mike Melillo, Massimo Moriconi: La musica di Bruno Martino (Philology)
- 2003: Max De Aloe, Gianni Coscia: L'anima delle cose (Abeat, mit Massimo Moriconi, Stefano Bagnoli)
- 2006: Crocevia (Abeat)
- 2008: Road Movie (Live at Sonvico in Jazz) (Barnum)
- 2008: Lirico incanto (Abeat)
- 2009: Max De Aloe & Bill Carrothers: Apnea (Abeat)
- 2010: Bradipo (Abeat)
- 2012: Max De Aloe & Antonella Montrasio: Pingopingando. A musica de Tom Jobim (Abeat)
- 2012: Björk on the Moon (Abeat)
- 2013: Max De Aloe & Marlise Goidanich Mutamenti – Live in miniera (Barnum)
- 2014: Borderline (Abeat)
- 2017: Max De Aloe Baltic Trio: Valo (Abeat, mit Niklas Winter, Jesper Bodilsen)
- 2018: Coscia, De Aloe, Di Bonaventura: Sospiri Sospesi (Barnum)
- 2018:  Max De Aloe, Ermanno Librasi, Nicola Stranieri: Sonnambuli (Barnum)
- 2020: Just for One Day (Barnum)
- 2021: Max De Aloe & Roberto Olzer Una notte di coprifuoco (Barnum)